# 米爾納 (喬治亞州)
米爾納（英語：Milner）是一個位於美國喬治亞州拉馬爾縣的城市。

## 地理
米爾納的座標為33°06′47″N 84°11′42″W / 33.11306°N 84.19500°W，而該地的平均海拔高度為256米（即840英尺）。

## 人口
根據2010年美國人口普查的數據，米爾納的面積為3.60平方千米，當中陸地面積為3.60平方千米，而水域面積為0.00平方千米。當地共有人口610人，而人口密度為每平方千米169.44人。